# Диллейн, Ричард
Ри́чард Дилле́йн (англ. Richard Dillane) — английский актёр. Он сыграл британского агента Питера Николса в оскароносном фильме Бена Аффлека «Операция „Арго“» и Мерва, мужа Маргарет Хамфриз (сыграна Эмили Уотсон), в фильме Джима Лоуча «Солнце и апельсины».
Диллейн исполнил роль Вернера фон Брауна в телевизионной документальной драме BBC «Битва за космос», Нерона в пьесе «Пол» Говарда Брентона в Королевском национальном театре и несколько раз появился в радио-адаптациях BBC романов Патрика О’Брайана (в роли Стивена Мэтьюрина) и трёх романов Джона ле Карре (в роли Питера Гиллиама).

## Карьера

### Кино
Диллейн снялся в таких фильмах, как «Пиджак» (2005), «Тристан и Изольда» (2006), «Тёмный рыцарь» (2008), «Запретная любовь» (2008), «Проект „Динозавр“» (2011) и «Экстрасенс 2: Лабиринты разума» (2013) с Марком Стронгом в главной роли. Он также исполнил роль последнего любовника Коула Портера, Билла Вратера (собирательный образ), в байопике Ирвина Уинклера «Любимчик» (2004), где также сыграл Кевин Клайн.

### Телевидение
Среди работ Диллейна на телевидении выделяется роль Картера, капитана изменяющего свою форму аппарата «Теселекта», в эпизодах «Давай убьём Гитлера» и «Свадьба Ривер Сонг» шестого сезона (2011) культового телесериала «Доктор Кто». Он также сыграл шпиона Джона Рчардсона в «Призраках», австралийского мошенника Грэма Пула в «Виртуозах», фотографа в Майлса Броди в сериале «Холодные ступни», наркомана Теодора Платта в первом эпизоде «Льюиса» и консультанта Бена в «Негодниках». Кроме того он на регулярной основе появлялся в телесериалах «Катастрофа» (хирург Шон Андерсон) и «Солдат, солдат» (сержант-австралиец Брэд Коннор).
В 2015 году он исполнил роль Чарльза Брэндона, герцога Саффолка, в мини-сериале BBC «Волчий зал», а в 2016 году появился в роли детектива Майкла Уэйта в телесериале «Безмолвный свидетель».

### Театр
Диллейн играл в Королевском национальном театре в Лондоне и в Королевской шекспировской компании в Стратфорде-апон-Эйвон. В 24 года он сыграл Гамлета в одноимённой пьесе, поставленной Рэем Омодеи в Перте, Австралия. В 2000 году он исполнил роль герцога Саффолка в завоевавших Премию Лоренса Оливье постановках Майкла Бойда пьесы «Генрих VI» (части 1, 2 и 3) в Стратфорде, Лондоне и Мичигане.

## Личная жизнь
Диллейн вырос недалеко от Лондона со своим братом Стивеном (также актёром). Он получил диплом по философии в Манчестерском университете и десять лет прожил в Австралии, работая актёром и режиссёром в Перте, Сиднее и Хобарте.
Он женат на шотландской актрисе Джейн Маккена, известной по популярной британской мыльной опере «Жёны футболистов». У супругов трое детей.